# St. Georg (Pollanten)

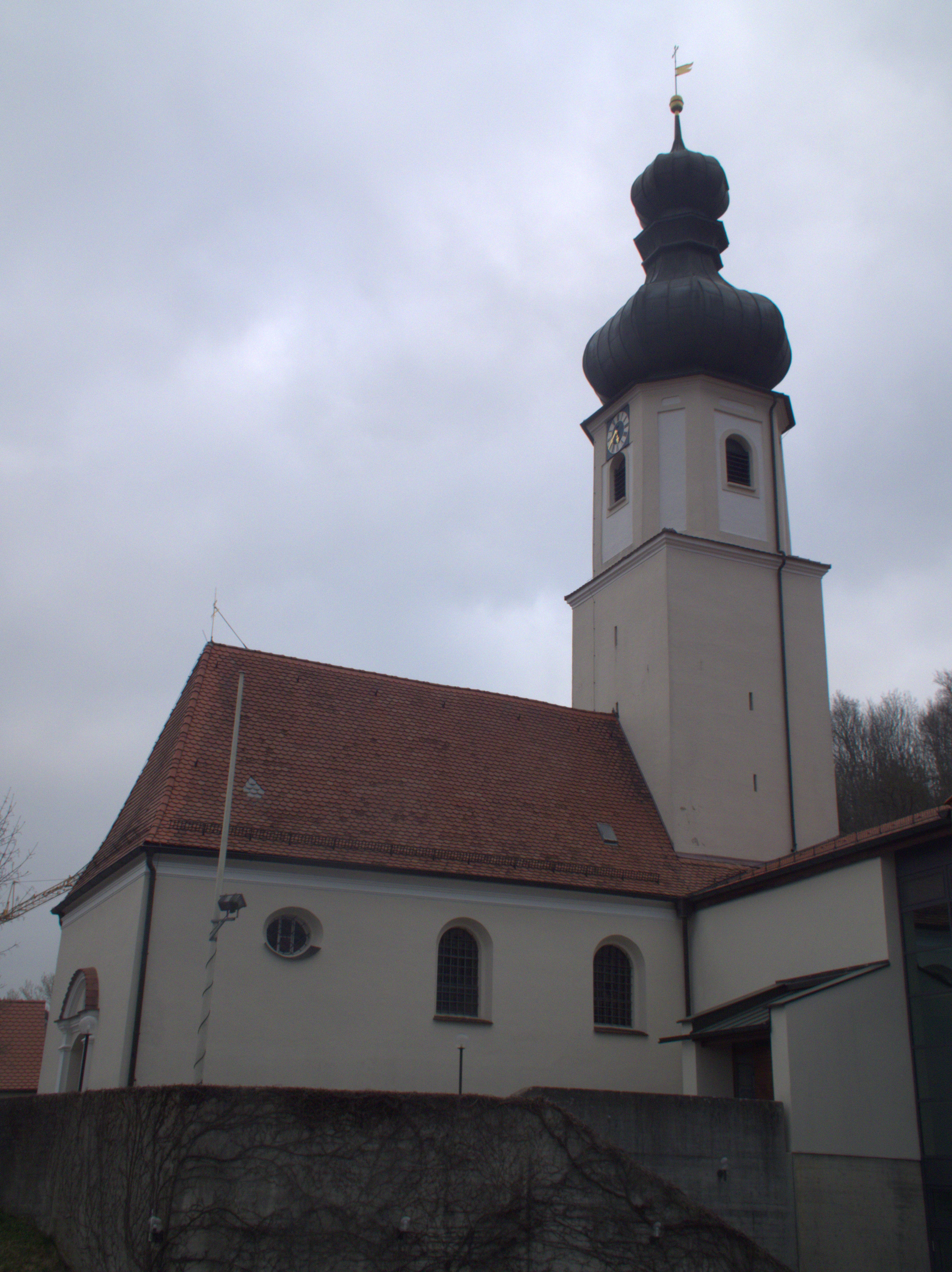
St. Georg (Pollanten)

Die ehemalige römisch-katholische, denkmalgeschützte Pfarrkirche St. Georg steht in Pollanten, einem Gemeindeteil der Stadt Berching im Landkreis Neumarkt in der Oberpfalz. Die Kirche gehört zum Dekanat Neumarkt in der Oberpfalz des Bistums Eichstätt. Das Bauwerk ist unter der Denkmalnummer D-3-73-112-163 als Baudenkmal in die Bayerische Denkmalliste eingetragen.

## Beschreibung
Das Langhaus der Saalkirche wurde 1720/30 erneuert. Der romanische Chorturm auf quadratischem Grundriss im Osten wurde 1739 mit einem achteckigen Geschoss aufgestockt, das die Turmuhr und den Glockenstuhl mit drei Kirchenglocken beherbergt, und mit einer Zwiebelhaube bedeckt, die mit einer zwiebelförmigen Laterne bekrönt ist. Der Innenraum des Langhauses ist mit einem Tonnengewölbe überspannt, der des Chors, d. h. der des Erdgeschosses des Chorturms, mit einem Stichkappengewölbe. Zur Kirchenausstattung gehört ein Hochaltar, auf dessen Altarretabel zwischen den Säulen der heilige Georg dargestellt ist.